# Proton Tiara
De Proton Tiara is een wagen van het Maleisische automerk Proton. De wagen werd ontwikkeld in een samenwerking tussen toenmalig bestuursvoorzitter van¨Proton Yahaya Ahmad en PSA Peugeot Citroën. Yahaya verkoos deze automobielgroep boven die van Mitsubishi Motors omwille van zijn dieselmotoren. Toen Yahaya in 1997 overleed werd er door Proton terug geopteerd voor Mitsubishi-platformen. In 2000 werd de productie van deze wagen stopgezet ten gevolge van de slechte verkoop. 
Door zijn grote gelijkenissen met de Citroën AX kon de Tiara enkel verkocht worden op de Maleisische markt.